# Nordea Nordic Light Open
Il Nordea Nordic Light Open era un torneo di tennis che si giocava a Stoccolma in Svezia
(nel 2002 e nel 2003 il torneo è stato giocato ad Espoo in Finlandia sulla terra rossa).
Dal 2002 al 2008 era un torneo della categoria Tier IV e si giocava sul cemento.

## Albo d'oro

### Singolare
| Città     | Anno | Campione            | Finalista             | Punteggio        |
| --------- | ---- | ------------------- | --------------------- | ---------------- |
| Espoo     | 2002 | Svetlana Kuznecova  | Denisa Chládková      | 0–6, 6–3, 7–6(2) |
| Espoo     | 2003 | Anna Smashnova      | Jelena Kostanić Tošić | 4–6, 6–4, 6–0    |
| Stoccolma | 2004 | Alicia Molik        | Tetjana Perebyjnis    | 6–1, 6–1         |
| Stoccolma | 2005 | Katarina Srebotnik  | Anastasija Myskina    | 7–5, 6–2         |
| Stoccolma | 2006 | Zheng Jie           | Anastasija Myskina    | 6–4, 6–1         |
| Stoccolma | 2007 | Agnieszka Radwańska | Vera Duševina         | 6–1, 6–1         |
| Stoccolma | 2008 | Caroline Wozniacki  | Vera Duševina         | 6–0, 6–2         |

### Doppio
| Città     | Anno | Campione                                   | Finalista                                | Punteggio        |
| --------- | ---- | ------------------------------------------ | ---------------------------------------- | ---------------- |
| Espoo     | 2002 | Arantxa Sánchez Vicario Svetlana Kuznecova | Eva Bes María Martínez                   | 6–3, 6(5)–7, 6–3 |
| Espoo     | 2003 | Olena Tatarkova Evgenija Kulikovskaja      | Tetjana Perebyjnis Silvija Talaja        | 6–2, 6–4         |
| Stoccolma | 2004 | Alicia Molik Barbara Schett                | Anna-Lena Grönefeld Emmanuelle Gagliardi | 6–3, 6–3         |
| Stoccolma | 2005 | Émilie Loit Katarina Srebotnik             | Eva Birnerová Mara Santangelo            | 6–4, 6–3         |
| Stoccolma | 2006 | Eva Birnerová Jarmila Gajdošová            | Yan Zi Zheng Jie                         | 0–6, 6–4, 6–2    |
| Stoccolma | 2007 | Anabel Medina Virginia Ruano               | Chan Chin-wei Tetjana Lužans'ka          | 6–1, 5–7, [10–6] |
| Stoccolma | 2008 | Iveta Benešová Barbora Záhlavová-Strýcová  | Petra Cetkovská Lucie Šafářová           | 7-5, 6-4         |